# Middleton (Leeds)

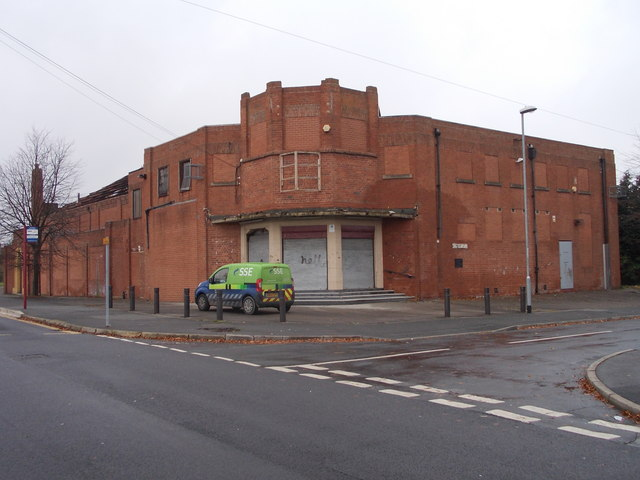
Tivoli Cinema

Middleton – osada w Anglii, w hrabstwie ceremonialnym West Yorkshire, w dystrykcie metropolitalnym Leeds. Leży 7 km na południe od centrum miasta Leeds i 267 km na północ od Londynu. W 2001 miejscowość liczyła 21 002 mieszkańców. Middleton jest wspomniana w Domesday Book (1086) jako Mildentone/Mildetone.